# 尼斯老城
尼斯老城（Vieux-Nice）是法国城市尼斯]的老城部分，人口6040人（1999年），兼有商业，文化，行政和居住功能。
尼斯老城的景点包括萨伏伊公爵宫（省政府）、法院、尼斯市政宫（Palais communal de Nice）、尼斯老城宫（Palais du Vieux-Nice）、尼斯主教座堂、尼斯歌剧院。电车在老城停靠歌剧院和主教座堂两个站。
尼斯老城狭窄的街道两旁，开设许多店铺，其中既有非常古老的出售当地蔬菜、花卉、橄榄和香料的店铺，也有非常现代的时尚精品店，以及艺术家的画廊，还有餐馆，酒吧和各种风格的夜总会。尼斯的市政厅和法院等行政机构也设在老城区。
尼斯老城区接壤：
- 东：尼斯城堡
- 南：地中海 和美国人滨海路（quai des États-Unis，英国人步行道的延伸）
- 西：马塞纳广场和尼斯国家剧院（Théâtre national de Nice）

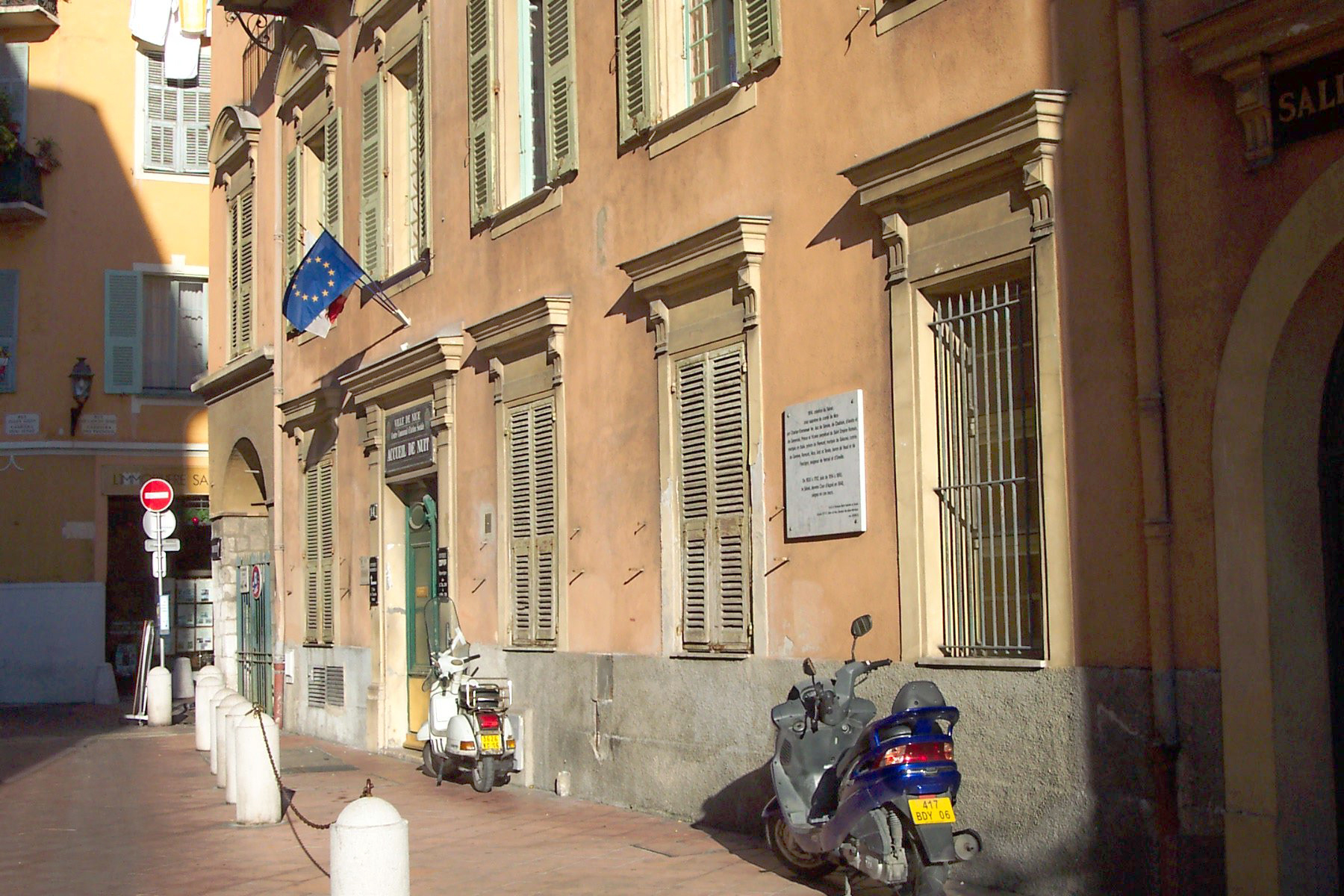
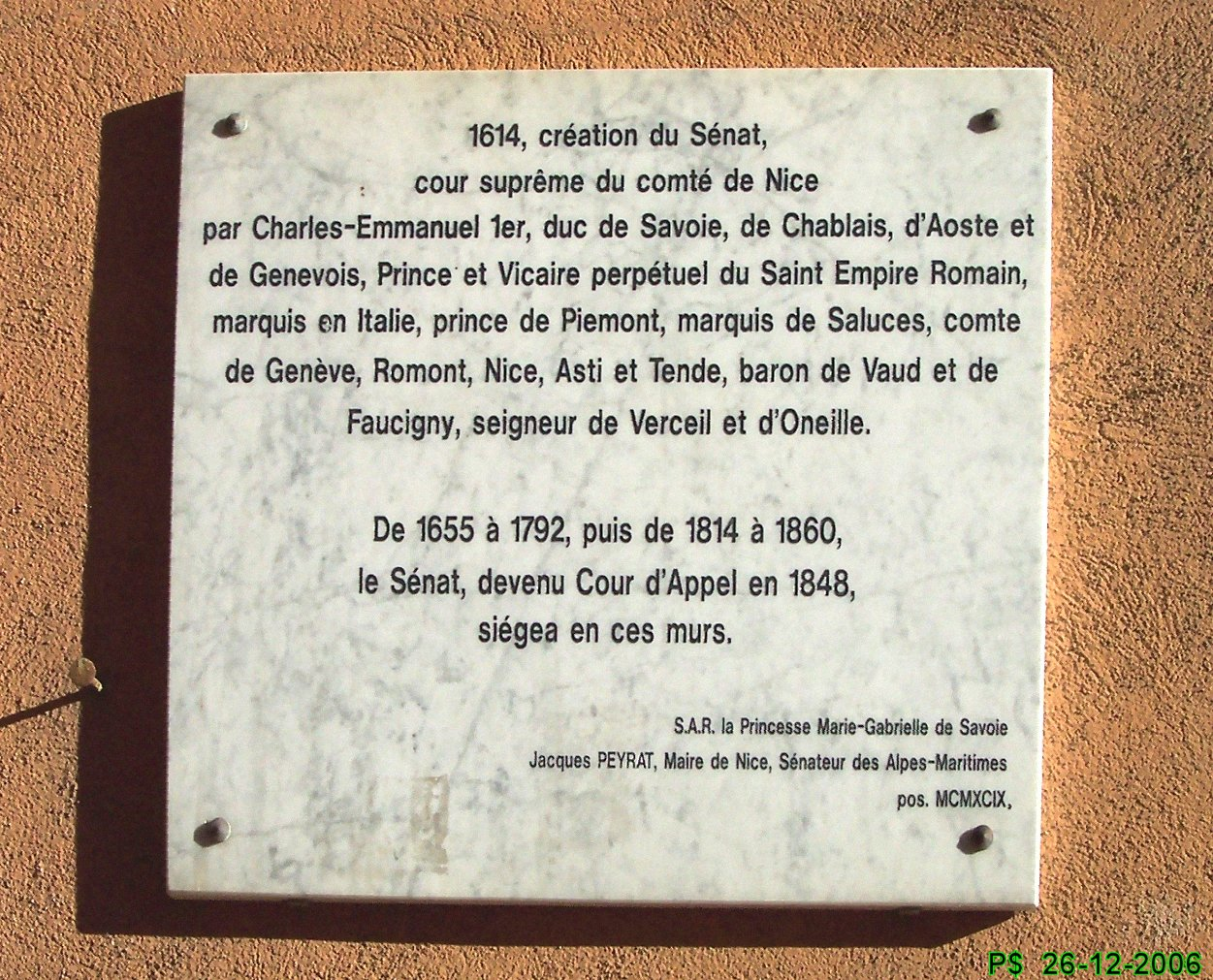

- 北：加里波第广场